# Calliodes
Calliodes là một chi bướm đêm thuộc họ Noctuidae.

## Các loài
- Calliodes appollina Guenée, 1852
- Calliodes barnsi A.E. Prout, 1924
- Calliodes pretiosissima Holland, 1892 (đồng nghĩa: Calliodes rivulifera Butler, 1893)